# هانس یورگ بوت
هانس یورگ بوت (به آلمانی: Hans Jörg Butt) (زاده ۲۸ مه ۱۹۷۴ - اولدنبورگ) دروازه‌بان سابق فوتبال اهل آلمان است.
وی سابقه بازی در تیم‌های هامبورگ، بایر لورکوزن، بنفیکا و بایرن مونیخ را دارد.
هانس یورگ بوت با وجود بازی در پست دروازه‌بانی ۲۶ گل با ضربه پنالتی در بوندس لیگا به ثمر رسانده است،وی با32گل زده هشتمین دروازبان گلزن تاریخ فوتبال است
همچنین وی ۴ بازی ملی و سابقه حضور در جام جهانی فوتبال ۲۰۰۲ و جام جهانی فوتبال ۲۰۱۰ را دارد.

## افتخارات

### باشگاهی

#### اولدنبورگ
- لیگ فوتبال منطقه شمالی آلمان: ۹۶–۱۹۹۵

#### بایر لورکوزن
- لیگ قهرمانان اروپا: نایب قهرمان ۲۰۰۲
- جام حذفی فوتبال آلمان: نایب قهرمان ۰۲–۲۰۰۱

#### بایرن مونیخ
- بوندس لیگا: ۱۰–۲۰۰۹
- جام حذفی فوتبال آلمان: قهرمان: ۱۰–۲۰۰۹، نایب قهرمان: ۱۲–۲۰۱۱
- سوپر جام فوتبال آلمان: ۲۰۱۰
- لیگ قهرمانان اروپا: نایب قهرمان ۲۰۱۰، ۲۰۱۲

### ملی
- جام جهانی فوتبال: نایب قهرمان ۲۰۰۲، مقام سوم ۲۰۱۰